# Noise Unit
Noise Unit est un groupe canadien de musique industrielle, originaire de Vancouver, en Colombie-Britannique. Le projet est formé par Bill Leeb et Rhys Fulber en marge de Front Line Assembly. Ses membres ont changé au fil du temps, incluant Marc Verhaeghen (de Klinik) et Chris Peterson (de Front Line Assembly et Decree).

## Histoire
Le premier album de Noise Unit, Grinding into Emptiness, est né de la collaboration entre Leeb et Marc Verhaeghen du groupe industriel belge Klinik,. Il sort en 1989 chez Wax Trax! Records et Antler-Subwa. L'album Response Frequency, sorti en 1990, inclut Rhys Fulber. Après l'achèvement de l'album, Verhaeghen quitte Noise Unit pour plusieurs années Fulber reste avec le groupe pour les trois albums suivants, y compris l'album techno contemporain Decoder en 1995. Verhaeghen reprend sa collaboration avec Noise Unit pour l'album Drill en 1996, qui comprenait également des membres du groupe industriel allemand Haujobb.
Après une pause de huit ans, Leeb s'associe à Chris Peterson, ancien membre de Front Line Assembly, en 2004 pour sortir Voyeur en 2005. Jason Filipchuk et Michael Balch ont également contribué à l'album. L'album se classe à la quatrième place du German Alternative Charts (DAC), et à la 26e place du DAC Top Albums of 2005. En 2016, le label canadien Artoffact réédite les albums Grinding Into Emptiness, Response Frequency et Drill en vinyle et en CD. 
En mai 2020, il est annoncé que Rhys Fulber et Bill Leeb travaillent sur un nouvel album de Noise Unit, le premier depuis 15 ans. Le 24 novembre 2020, le titre de l'album Deviator et la pochette sont révélés. En mai 2021, Artoffact fixe la date de sortie au 17 septembre de la même année et rend public le deuxième titre de l'album Body Aktiv. La pochette est réalisée par Dave McKean. En mai 2021, Artoffact programme la date de sortie pour le 17 septembre de la même année et met le deuxième titre de l'album Body Aktiv à la disposition du public via Bandcamp. L'album contient dix titres et comprenait Raymond Watts sur le titre Atrocity Obsession. En juillet 2021, Artoffact publie une vidéo des paroles de ce titre sur sa chaîne YouTube.
En juillet 2022, Artoffact annonce la sortie d'un nouvel album de Noise Unit intitulé Cheeba City Blues pour le 21 octobre 2022. L'annonce coïncide avec la sortie du single Alone Again, coécrit par l'ancien membre Jeremy Inkel avant son décès en janvier 2018. Un mois plus tard, le groupe enchaîne avec la sortie du second single Dub it Up.

## Discographie

### Albums studio
- 1989 : Grinding Into Emptiness
- 1990 : Response Frequency
- 1992 : Strategy of Violence
- 1995 : Decoder
- 1997 : Drill
- 2005 : Voyeur
- 2021 : Deviator